# William Allen (farmacéutico)

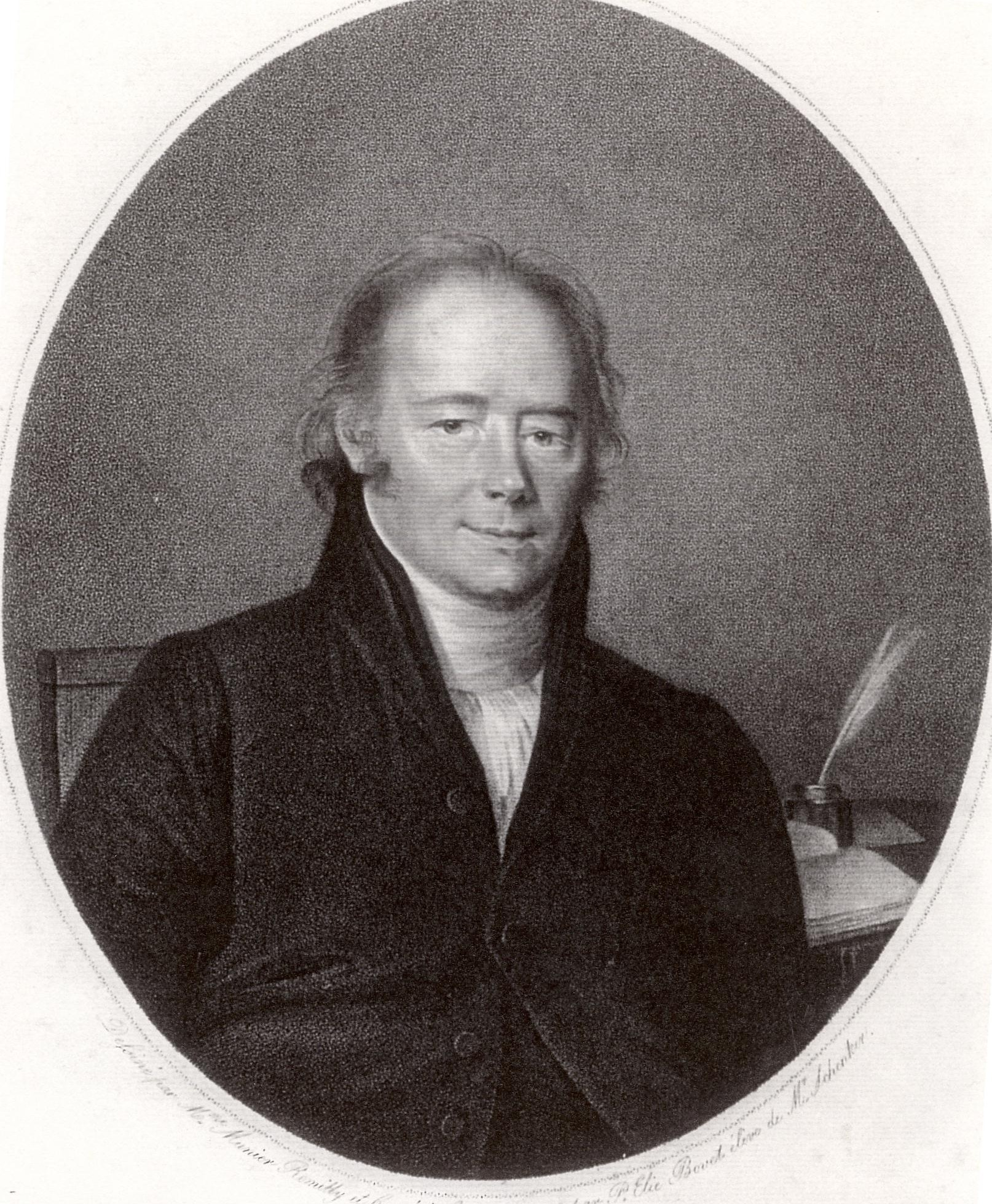
William Allen.

William Allen (29 de agosto de 1770- 30 de septiembre de 1843), farmacéutico inglés y un filántropo que se opuso a la esclavitud y comprometido en la esfera social y en particular en la educación en Inglaterra desde el principio del XIX.

## Juventud
William Allen fue el mayor de los hijos trabajo y de unos amish. El padre tenía una empresa de seda. Allen pronto se interesó en la ciencia, asistió a las reuniones de diversas sociedades científicas.
Después de la muerte de su padre a principios de siglo, Allen se desarrolla en su botica. Él dio conferencias en química de la física y en el "Real institución de Gran Bretaña "siguiendo su obra original del carbón.

## Farmacia
La compañía de William Allen fue situada en el corazón de Londres y había sido creada por el cuáquero Silvanus Bevan. Se convirtió en una de las mayores empresas farmacéuticas del Reino Unido bajo el nombre de "Allen & Hanburys" (adquirido en 1958 por GlaxoSmithKline).
William Allen es cofundador y primer Presidente en 1841 de "La sociedad farmacéutica de Gran Bretaña".

## Compromiso filantrópico y educativo
Compromiso de Allen está arraigada en sus creencias religiosas y el movimiento de "El despertar". Tocado por el sufrimiento causado por hambruna, Realiza los experimentos agrícolas y los intentos para mejorar la dieta de las personas afectadas. 
Su experiencia de una colonia autosuficiente se describe en "colonias en casa", donde dice que: "en lugar de alentarlo a un gran costo de emigración, dinero sería mejor invertir en el establecimiento de esas colonias" y por el aumento de nuestra fuerza nacional." 
Su otro enfoque filantrópico es la educación bàsica. Él está muy influido por las ideas de Joseph Lancaster y llegó a ser Tesorero de la fama de la "Royal Lancaster Society", cuyo objetivo es apoyar a escuelas progresistas en Inglaterra y en el extranjero. Allen dirige una escuela cuáquera entre 1824 y 1838, asegurando que las niñas también reciben instrucción en la ciencia.

## Abolición de la esclavitud
En 1839, Allen es un miembro fundador de la "Abolición de la esclavitud y el comercio de esclavos en todo el mundo", hoy conocida como la "Anti-esclavista Internacional".Es uno de los organizadores del primer tratado mundial contra la esclavitud, London en 1840.